# Alopecurus turicensis
Alopecurus turicensis är en gräsart som beskrevs av Christian Georg Brügger. Alopecurus turicensis ingår i släktet kavlen, och familjen gräs. Inga underarter finns listade i Catalogue of Life.